# کوکارو مونفراتو
کوکارو مونفراتو (به ایتالیایی: Cuccaro Monferrato) یک کومونه در ایتالیا است که در استان آلساندریا واقع شده‌است.

## خصوصیات
کوکارو مونفراتو ۵٫۳ کیلومترمربع مساحت و ۳۶۲ نفر جمعیت دارد.